# Virisila Buadromo

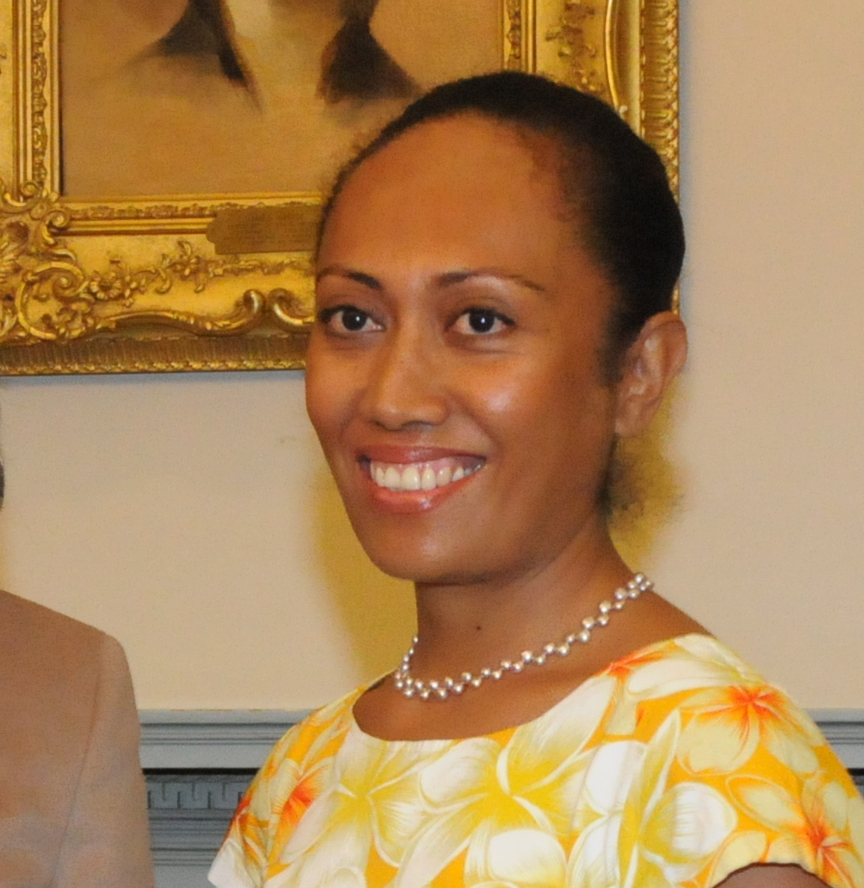
Virisila Buadromo (2008)

Virisila Buadromo (* 1972) ist eine fidschianische Journalistin und Frauenrechtlerin. Als Geschäftsführerin der Frauenrechtsorganisation „Fiji Women’s Rights Movement“ (FWRM) (übersetzt Fidschis Frauenrechtsbewegung) wurde sie 2008 als erste Frau ihres Landes mit dem „International Women of Courage Award“ (IWOC) des Außenministeriums der Vereinigten Staaten ausgezeichnet.
Der Preis wurde am 10. März 2008 durch Condoleezza Rice verliehen. Botschaften und Auslandsvertretungen hatten 95 Frauen für die Auszeichnung nominiert.